# Francisco Xavier Elias Pedro Paulo Rey
Dom Francisco Xavier Elias Pedro Paulo Rey, TOR (Pierre Élie Rey) (Fauch, 29 de junho de 1902 — Porto Velho, 20 de janeiro de 1984) foi um religioso católico francês e primeiro bispo de Guajará-Mirim, Rondônia.
Filho de camponeses, Xavier Rey ingressou na Terceira Ordem Regular de São Francisco em Ambialet e foi ordenado padre em 23 de junho de 1929 em Albi (França). Iniciou seu ministério no estado de Mato Grosso, na Diocese de São Luís de Cáceres, governada por Dom Luís Maria Galibert. Fundou a missão no recém-criado município de Guajará-Mirim, então parte de Mato Grosso, e foi nomeado prelado a 25 de julho de 1931, tomando posse da Prelazia recém-criada em 25 de janeiro de 1932. Sua jurisdição eclesiástica ultrapassava os limites do município de Guajará-Mirim, atuando até a Bolívia, alcançando ribeirinhos, guajaramirenses pobres e indígenas.
Em 19 de maio de 1945, o Papa Pio XII nomeou Pe. Rey como bispo prelado de Guajará-Mirim e bispo-titular de Phacusa. Recebeu a ordenação episcopal em 9 de setembro de 1945, através de Dom Benedetto Aloisi Masella, tendo como co-consagrantes principais Dom Carlos Carmelo de Vasconcelos Motta e Dom Francisco de Aquino Correia.
No governo da Prelazia de Guajará-Mirim, Dom Xavier Rey foi ativo no assistencialismo e na educação nas comunidades às margens do rio Guaporé, criando várias escolas entre 1933-1964. Fundou em 1933 o Internato Santa Terezinha, depois Colégio Nossa Senhora do Calvário, para formação de meninas negras ribeirinhas para atuar como educadoras nessas comunidades na educação e evangelização.
Dom Rey criou 33 escolas; fundou em 1946 o Hospital Nossa Senhora do Perpétuo Socorro, entregue dez anos depois ao Governo do Território Federal do Guaporé, quando se transformou em Hospital Regional; construiu a Catedral de Nossa Senhora do Seringueiro; em 1961, liderou o movimento de aproximação com os índios Oro-Wari.
Resignou ao múnus episcopal em 12 de março de 1966. Faleceu no Hospital de Base, em Porto Velho e está sepultado na Catedral de Nossa Senhora do Seringueiro, em Guajará-Mirim.